# Rubén Martín Pulido
Rubén Martín Pulido (* 2. Februar 1979 in Madrid) ist ein ehemaliger spanischer Fußballspieler.

## Spielerkarriere

### Die Anfänge
Rubén Pulido startete seine Karriere als Fußballer in seiner Heimatstadt im C-Team von Real Madrid, in dessen Jugend er bereits spielte. Anschließend ging er zum spanischen Drittligisten UB Conquense, wo er in der Saison 2000/2001 spielte. Dort wurde er Stammspieler und ging nach nur einem Jahr zum Zweitliga-Absteiger FC Getafe. Auch dort konnte er sich durchsetzen und erreichte mit dem Madrider Vorstadtclub den direkten Wiederaufstieg.

### Profifußball
Pulido blieb aber nicht in Getafe, sondern ging zum Zweitligisten Sporting Gijón. Bei den Asturieren konnte er erstmals in der Segunda División regelmäßig spielen. Im Sommer 2003 ging der Verteidiger zum Erstliga-Absteiger Rayo Vallecano, da er sich mit diesem Club größere Chancen auf die erste Liga ausrechnete. Die Saison verlief allerdings katastrophal und endete mit dem Abstieg in die Drittklassigkeit für Rayo.

### Rückkehr zu Getafe
Im Sommer 2004 ging Pulido zurück zum FC Getafe, der mittlerweile erstmals in der Vereinsgeschichte in Liga 1 aufgestiegen war. Dort kam er im ersten Primera-Jahr nur auf acht Einsätze, im zweiten Jahr waren es dann immerhin 25 und Pulido konnte seine ersten beiden Erstliga-Tore erzielen. Der größte Erfolg von ihm war das Erreichen des Pokalfinales mit dem FC Getafe, welches jedoch mit 0:1 gg. den favorisierten FC Sevilla verloren ging.

### Die letzten Jahre
Da er seinen Stammplatz endgültig eingebüßt hatte und auf Grund der starken Konkurrenz wechselte Pulido im Sommer 2007 zum Erstliga-Aufsteiger UD Almería. Dort konnte er sich wieder einen Stammplatz erkämpfen. Ein Jahr später wechselte er zu Real Saragossa, das gerade in die Segunda División abgestiegen war. Nach dem sofortigen Wiederaufstieg sicherte er sich mit seinem Team in der Saison 2009/10 den Klassenerhalt. Anschließend wechselte er zum griechischen Erstligisten Asteras Tripolis. Nach zweiten Spielzeiten wechselte er zum Ligakonkurrenten Aris Thessaloniki. 2014 beendete er seine Karriere.

## Erfolge
- 2001/02 – Aufstieg in die Segunda División mit FC Getafe
- 2008/09 – Aufstieg in die Primera División mit Real Saragossa